# George Alexander Louis Lebour
Pour les articles homonymes, voir Lebour.
 (juin 2024).
La mise en forme du texte ne suit pas les recommandations de Wikipédia : il faut le « wikifier ».
Les points d'amélioration suivants sont les cas les plus fréquents. Le détail des points à revoir est peut-être précisé sur la page de discussion.
- Les titres sont pré-formatés par le logiciel. Ils ne sont ni en capitales, ni en gras.
- Le texte ne doit pas être écrit en capitales (les noms de famille non plus), ni en gras, ni en italique, ni en « petit »…
- Le gras n'est utilisé que pour surligner le titre de l'article dans l'introduction, une seule fois.
- L'italique est rarement utilisé : mots en langue étrangère, titres d'œuvres, noms de bateaux, etc.
- Les citations ne sont pas en italique mais en corps de texte normal. Elles sont entourées par des guillemets français : « et ».
- Les listes à puces sont à éviter, des paragraphes rédigés étant largement préférés. Les tableaux sont à réserver à la présentation de données structurées (résultats, etc.).
- Les appels de note de bas de page (petits chiffres en exposant, introduits par l'outil «  Source ») sont à placer entre la fin de phrase et le point final[comme ça].
- Les liens internes (vers d'autres articles de Wikipédia) sont à choisir avec parcimonie. Créez des liens vers des articles approfondissant le sujet. Les termes génériques sans rapport avec le sujet sont à éviter, ainsi que les répétitions de liens vers un même terme.
- Les liens externes sont à placer uniquement dans une section « Liens externes », à la fin de l'article. Ces liens sont à choisir avec parcimonie suivant les règles définies. Si un lien sert de source à l'article, son insertion dans le texte est à faire par les notes de bas de page.
- La présentation des références doit suivre les conventions bibliographiques. Il est recommandé d'utiliser les modèles {{Ouvrage}}, {{Chapitre}}, {{Article}}, {{Lien web}} et/ou {{Bibliographie}}. Le mode d'édition visuel peut mettre en forme automatiquement les références.
- Insérer une infobox (cadre d'informations à droite) n'est pas obligatoire pour parachever la mise en page.

Pour une aide détaillée, merci de consulter Aide:Wikification.
Si vous pensez que ces points ont été résolus, vous pouvez retirer ce bandeau et améliorer la mise en forme d'un autre article.
George Alexander Louis Lebour (1847 –  21 février 1918) est un géologue britannique.

## Biographie
Lebour fait ses études à la Royal School of Mines, puis est membre du Geological Survey de 1873 à 1876. De 1876 à 1879, il est chargé de cours en levé géologique au Durham College of Science, où il succède à David Page comme professeur de géologie à la mort de celui-ci en 1879. Lebour est titulaire de cette chaire professorale jusqu'à sa propre mort en 1918.
Lebour a écrit plus d'une centaine d'articles sur la géologie carbonifère, la conductivité thermique des roches, et l’étude thermique du sous-sol. Il a également écrit un Manuel de géologie et d'histoire naturelle du Northumberland et de Durham, qui a connu trois éditions de 1879 à 1889. Il a reçu la médaille Murchison en 1904.
Lebour est le père de la célèbre biologiste marine Marie Lebour, la plus jeune de ses trois filles.